# Rhys Lloyd
Rhys Lloyd (* 23. Januar 1989) ist ein ehemaliger britischer Straßenradrennfahrer aus Wales.

## Sportliche Laufbahn
Rhys Lloyd wurde 2006 in der Juniorenklasse walisischer Meister im Straßenrennen und im Einzelzeitfahren. Im Jahr darauf gewann er bei der nationalen Meisterschaft das Circuit Race, wo er auch 2008 wieder erfolgreich war. 2008 wurde Lloyd auch Profi bei dem britischen Continental Team Rapha Condor-Recycling.co.uk. Ab 2010 fuhr er für die Amateurmannschaft Pendragon Sports/Le Col/Colnago. In seinem ersten Jahr dort wurde er bei der britischen U23-Meisterschaft Zweiter im Straßenrennen, und er gewann eine Etappe beim Totnes-Vire Stage Race. Zudem startete er für Wales bei den Commonwealth Games in Delhi und belegte im Straßenrennen Platz 23.

## Erfolge
2006
- Walisischer Meister – Straßenrennen (Junioren)
- Walisischer Meister – Einzelzeitfahren (Junioren)